# Manuel Domingos Augusto

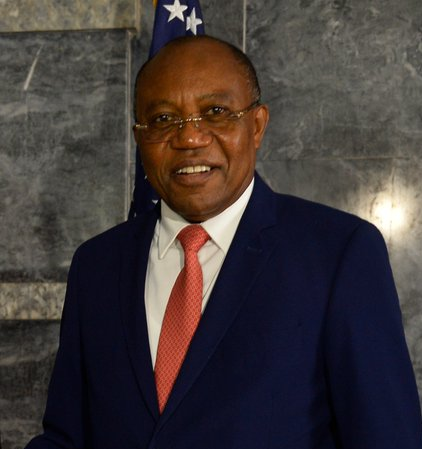
Manuel Domingos Augusto (2019)

Manuel Domingos Augusto (* 2. September 1957 in Luanda) ist ein angolanischer Diplomat und Politiker.

## Leben
Manuel Domingos Augusto bekleidete verschiedene Posten als Diplomat im Außenministerium sowie an Auslandsvertretungen und wurde 1995 Botschafter in Sambia, wo er bis 1999 verblieb. Er war ferner zwischen 2005 und 2010 Botschafter in Äthiopien.
Nachdem am 26. September 2017 João Lourenço als neuer Präsident von Angola vereidigt worden war, wurde Augusto am 28. September 2017 als Nachfolger von Georges Rebelo Pinto Chikoti zum Außenminister in dessen Kabinett berufen. In dieses Kabinett wurde ferner Salviano de Jesus Sequeira als Verteidigungsminister berufen, während Innenminister Ângelo de Barros da Veiga Tavares und Finanzminister Archer Mangueira ihre Ämter behielten. Manuel Domingos Augusto ist ferner Mitglied des Politbüros sowie des Zentralkomitees der MPLA.